# اسملترویل (آیداهو)
اسملترویل(به انگلیسی: Smelterville) شهری در شهرستان شوشونی ایالت آیداهو است که جمعیت آن در سرشماری سال ۲۰۱۰ میلادی ۶۲۷ نفر بوده است.

## موقعیت جغرافیایی
موقعیت جغرافیایی شهرها و مناطق اطراف به شرح زیر است: